# Francis Rawdon-Hastings, 1. markýz Hastings
Francis Rawdon-Hastings, 1. markýz Hastings (Francis Rawdon-Hastings, 1st Marquess of Hastings, 2nd Earl of Moira, 1st Earl Rawdon, 1st Viscount Loudoun, 17th Baron Botreaux, 17th Baron Hungerford, 14th Baron Hastings, 1st Baron Rawdon) (9. prosince 1754, Moira, hrabství Down, Irsko – 28. listopadu 1826 na moři u Neapole) byl britský generál, politik a koloniální administrátor. V mládí se vyznamenal v armádě ve válce za nezávislost USA. Jeho další vzestup byl umožněn díky přátelství prince waleského, v armádě dosáhl hodnosti generála (1803), byl též členem vlády a dvakrát aspiroval na funkci premiéra. Vrcholem jeho kariéry byl úřad generálního guvernéra v Indii, který zastával deset let (1813–1823). Zemřel nedlouho poté ve funkci guvernéra na Maltě. Během života postupoval také ve šlechtické hierarchii, nakonec byl povýšen na markýze (1816).

## Životopis

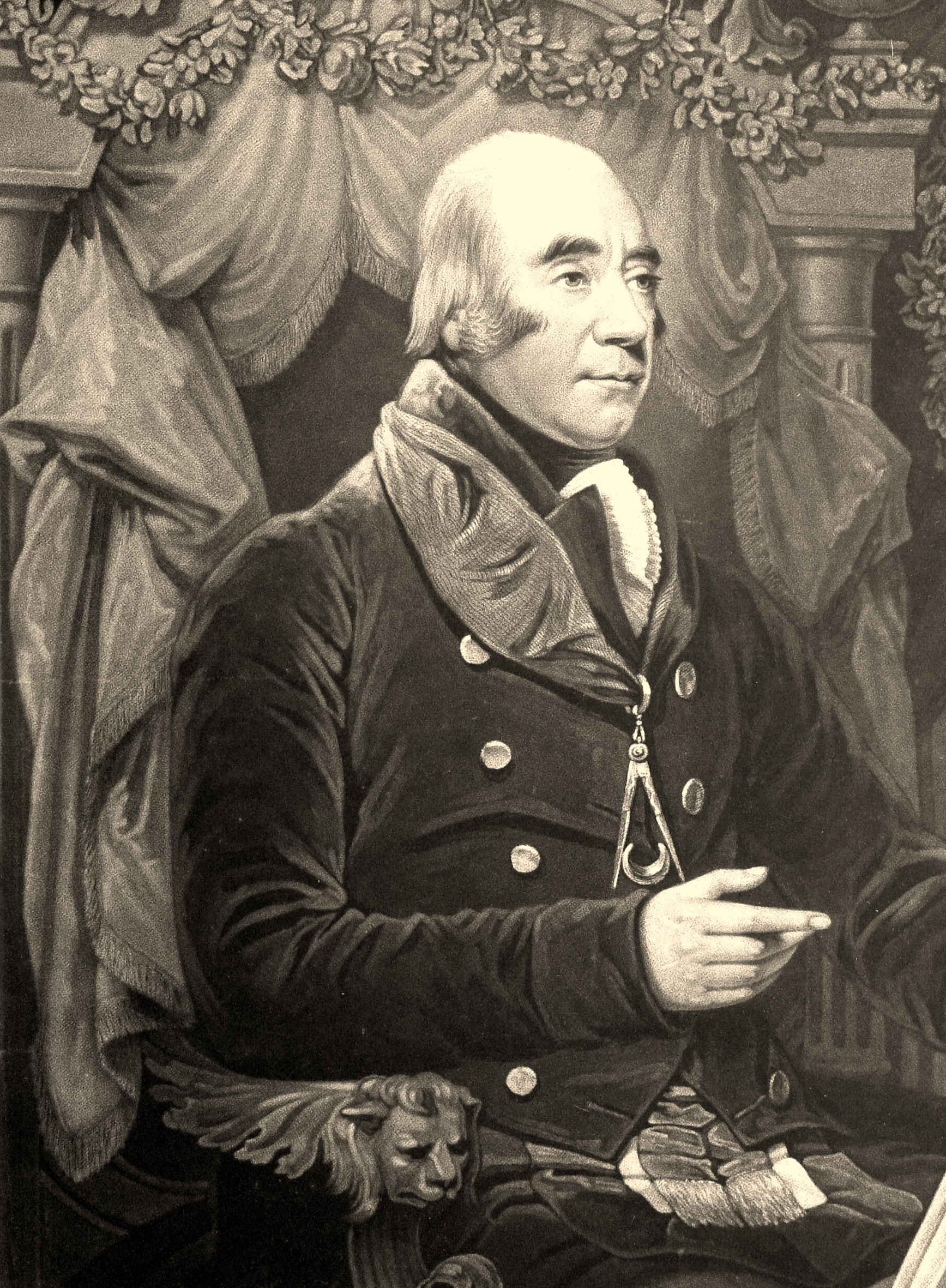
Markýz Hastings jako generální guvernér Indie

Pocházel ze starého irského šlechtického rodu, narodil se jako starší syn Johna Rawdona, 1. hraběte z Moiry (1720–1793), po matce Elizabeth (1731–1808) byl potomkem starého anglického rodu Hastingsů v linii hrabat z Huntingdonu. Vyrůstal v Dublinu, poté studoval na Harrow School a v Oxfordu a v doprovodu svého strýce 10. hraběte z Huntingdonu absolvoval kavalírskou cestu po Evropě. Mezitím vstoupil do armády (1771), aktivní službu ale zahájil až v roce 1774, kdy se svým plukem odplul do Ameriky a zúčastnil se války proti USA. V roce 1775 se vyznamenal v bitvě u Bunker Hillu, v níž zabil amerického generála Josepha Warrena. Za to byl povýšen na kapitána a stal se pobočníkem generála Clintona, po jehož boku se zúčastnil dalších operací v Americe. V roce 1779 kvůli sporům s Clintonem rezignoval na hodnost jeho generálního pobočníka, ale v Americe zůstal v řadách irských dobrovolníků, později sloužil pod generálem Cornwallisem. Na zpáteční cestě do Anglie padl do francouzského zajetí, ale byl vyměněn.
Ještě před návratem do Evropy byl zvolen poslancem irského parlamentu (1780–1783), v roce 1783 získal britský titul barona a stal se členem Sněmovny lordů. V hodnosti plukovníka byl v letech 1783–1793 též pobočníkem krále Jiřího III. V Horní sněmovně se přidal k whigům a vynikl v debatách k obchodní politice, v roce 1787 byl též zvolen členem Královské společnosti. V roce 1793 po otci zdědil irský titul hraběte z Moiry. Po vypuknutí válek s revoluční Francií byl povýšen na generálmajora (1793), po neúspěchu v bojích proti generálu Pichegruovi ale své aktivity dočasně ukončil (1794). Díky popularitě získané během války v Americe a jako přítel prince waleského byl v polovině 90. zvažován jako nástupce Williama Pitta mladšího ve funkci premiéra, přičemž hlavním úkolem mělo být ukončení války s Francií. Z plánu nakonec sešlo, v roce 1798 byl jmenován generálporučíkem a v letech 1803–1806 zastával funkci vrchního velitele ve Skotsku, v roce 1803 zároveň dosáhl hodnosti generála. Jako velitel armády ve Skotsku si poblíž Edinburghu pronajal od rodiny Hamiltonů zámek Duddington House. Po úmrtí premiéra Pitta se stal členem vlády ve funkci generálního polního zbrojmistra (Master General of the Ordnance, 1806–1807), v roce 1806 byl zároveň jmenován členem Tajné rady. Od roku 1806 až do smrti zastával také čestnou funkci konstábla Toweru.

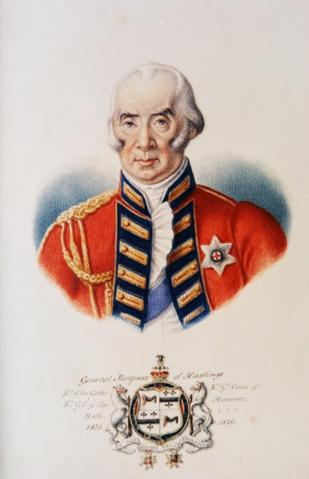
Markýz Hastings jako guvernér na Maltě

Po atentátu na premiéra Percevala (1812) byl princem waleským vyzván, aby sestavil whigistickou vládu. Pokusy o vytvoření koalice však nebyly úspěšné a k moci se vrátili toryové pod vedením premiéra Liverpoola. Rawdon-Hastings byl nicméně dekorován Podvazovým řádem (1812) a opět vlivem prince waleského byl vzápětí jmenován generálním guvernérem v Indii (1813–1823). Do funkce byl jmenován v listopadu 1812, ale do Indie přijel až v září následujícího roku, poté se usídlil v Kalkatě. V letech 1814–1816 vedl válku s Nepálem, v níž dosáhl územních zisků, v roce 1819 pak rozšířil britské impérium v Asii zakoupením Singapuru (1819). Věnoval se také reformám ve státní správě a školství. Mezitím byl v roce 1816 povýšen na markýze z Hastingsu. V roce 1818 obdržel velkokříž Řádu lázně a velkokříž hannoverského Řádu Guelfů.
Na funkci indického generálního guvernéra formálně rezignoval již v roce 1821, ale nakonec zůstal v Indii až do ledna 1823. Po návratu do Evropy byl jmenován guvernérem a velitelem na Maltě (1824–1826). Zemřel na moři poblíž Neapole na palubě válečné lodi HMS Revenge, pohřben byl ve Valettě na Maltě.

## Majetek a rodina

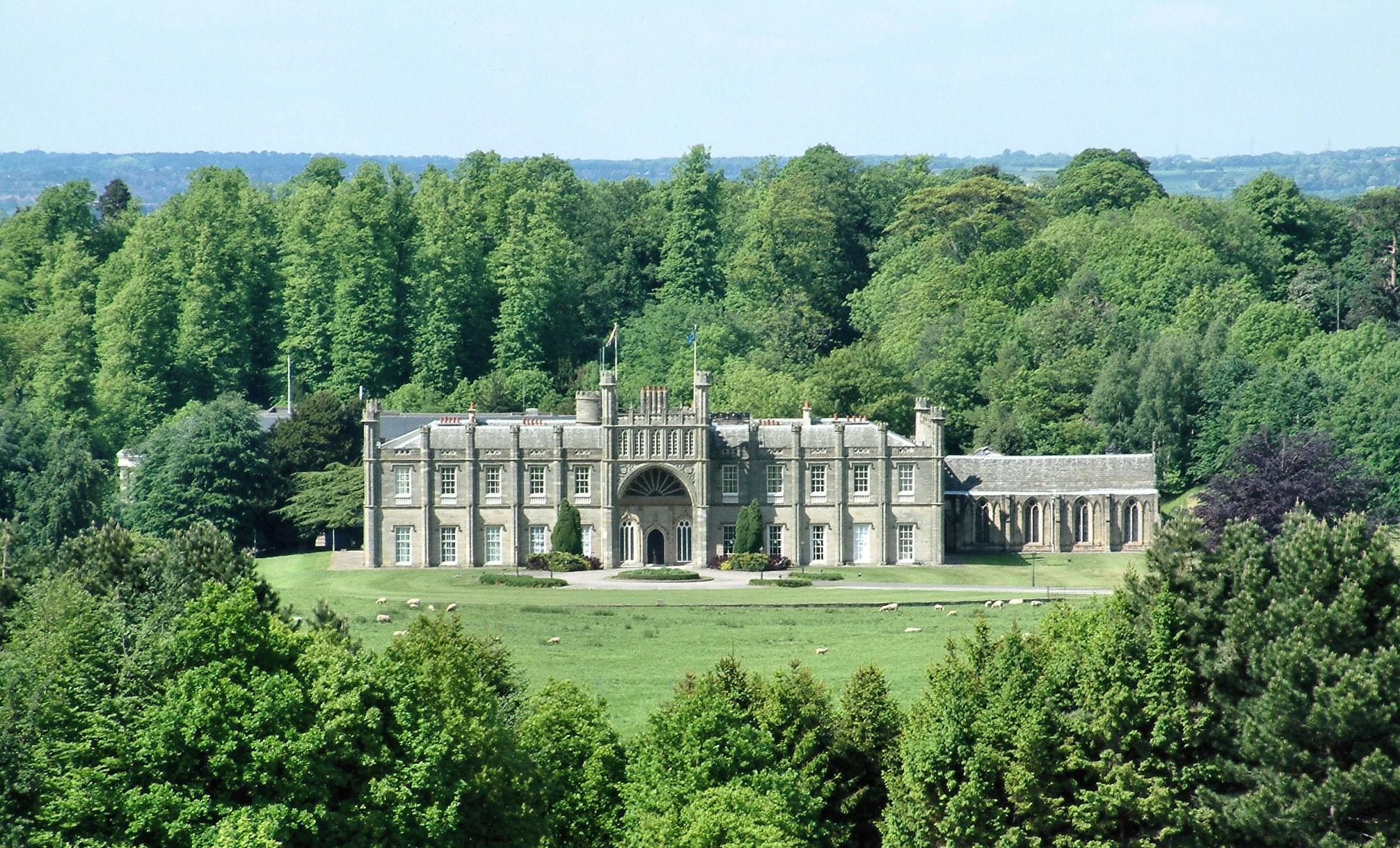
Zámek Donington Hall (Leicestershire), dědictví po rodu Hastingsů

Po úmrtí svého strýce 10. hraběte z Huntingdonu přijal příjmení rodiny své matky (Hastings) a zdědil zámek Donington Hall (Leicestershire), který nechal v letech 1790–1793 přestavět v novogotickém stylu. Zámek poté poskytl jako azyl francouzským princům z rodu Bourbonů v době francouzské revoluce. Po matce v roce 1808 zdědil několik starých baronských titulů, které rodina Hastingsů užívala od 15. století.
Ve věku padesáti let se v roce 1804 oženil se skotskou šlechtičnou Florou Mure-Campbell (1780–1840), dcerou generála Jamese Campbella, 5. hraběte z Loudounou. Po otci byla od dětství (1786) dědičkou hraběcího titulu z Loudounu a majitelkou zámku Loudoun Castle v hrabství Ayrshire ve Skotsku. Z manželství s markýzem Hastingsem se narodilo šest dětí. Starší syn Francis Augustus zemřel krátce po narození (1807), dědicem rodových titulů se stal mladší syn George Augustus Rawdon-Hastings, 2. markýz Hastings a 7. hrabě z Loudounu (1808–1844).
Jeho mladší bratři John Theophilus Rawdon (1756–1808) a George Rawdon (1761–1800) se jako důstojníci v armádě zúčastnili války proti USA a později oba zasedali jako poslanci v Dolní sněmovně. Díky sňatkům jejich sester měli vazby i na další významné osobnosti té doby, jejich švagry byli například Thomas Brudenell, 1. hrabě z Ailesbury (1729–1814), nebo generál napoleonských válek George Forbes, 6. hrabě z Granardu (1760–1837).
Jméno prvního markýze Hastingse nese správní oblast Hastings County v Kanadě, v tomto regionu po něm byla pojmenována také stokilometrová řeka Moira River.